# Atesta tripartita
Atesta tripartita är en skalbaggsart som först beskrevs av Francis Polkinghorne Pascoe 1864.  Atesta tripartita ingår i släktet Atesta och familjen långhorningar. Inga underarter finns listade.

## Bildgalleri

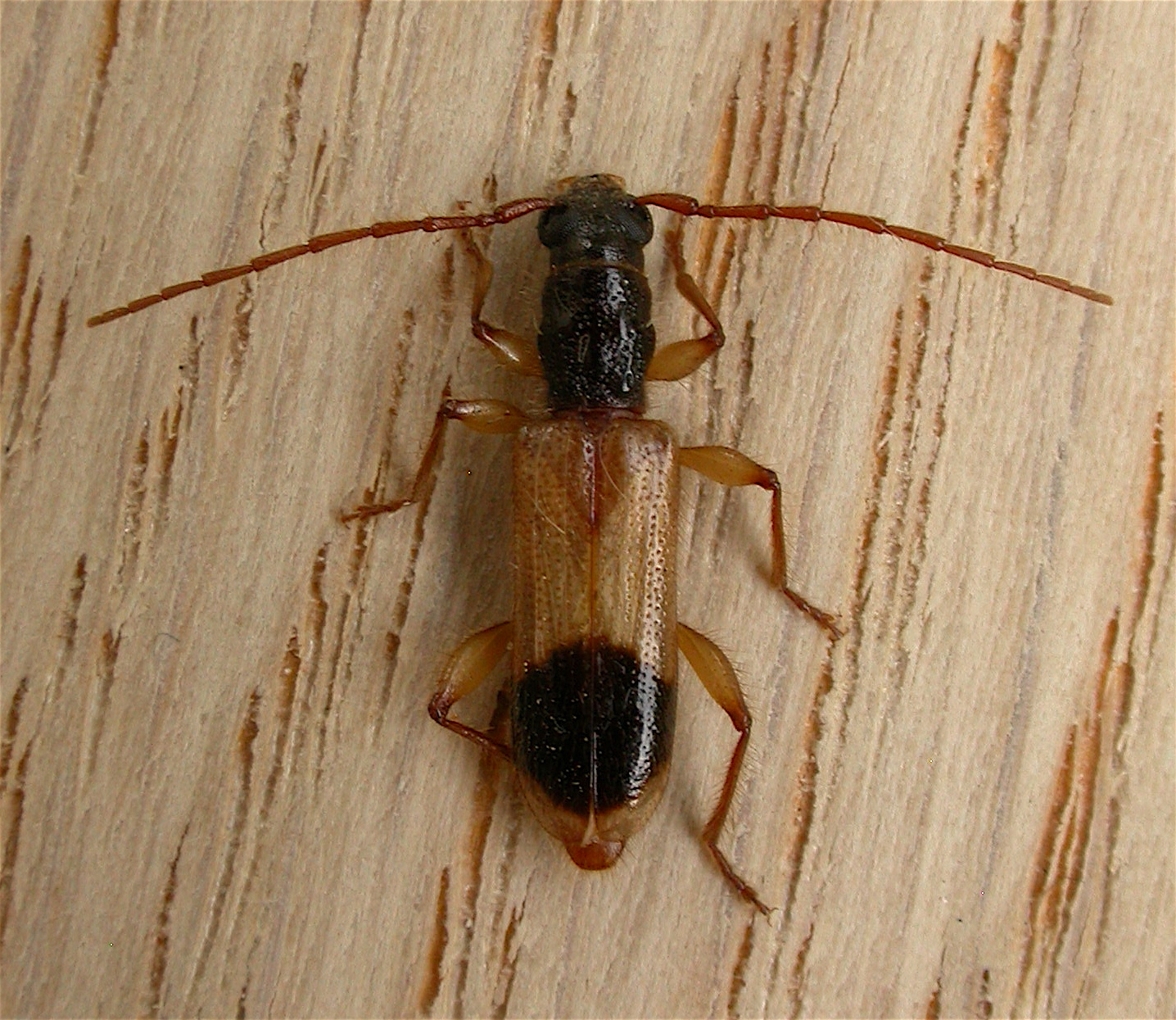